# Sylvestre François Lacroix
Sylvestre François Lacroix (Parigi, 28 aprile 1765 – Parigi, 24 maggio 1843) è stato un matematico francese.

## Biografia

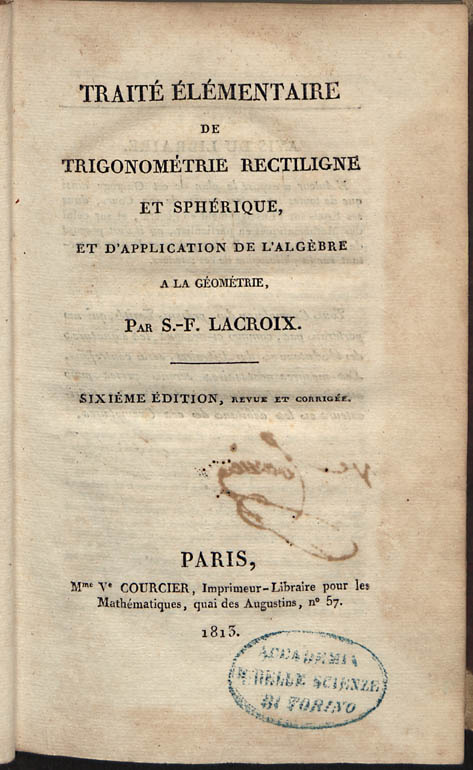
Traité élémentaire de trigonométrie rectiligne et sphérique, et d'application de l'algèbre à la géométrie, 1813

Crebbe in una famiglia povera ma riuscì comunque ad avere una buona istruzione. Mostrò un talento particolare per la matematica, calcolando i moti dei pianeti all'età di quattordici anni. Nel 1782, diciassettenne, diventò insegnante di matematica alla École Gardes de Marine di Rochefort. Tornò a Parigi e insegnò astronomia e matematica al Lycée. Nel 1787 fu co-vincitore del gran premio dell'Académie des Sciences, ma non ricevette mai il premio. Sposò Marie Nicole Sophie Arcambal. Quando il Lycée fu abolito, si trasferì in provincia.
A Besançon, dal 1788, insegnò matematica, fisica e chimica alla École d'Artillerie. Nel 1793 sostituì Pierre-Simon Laplace nei corpi di artiglieria. Nel 1794 aiutò Gaspard Monge, suo maestro, a produrre materiale didattico per un corso di geometria descrittiva. Nel 1799 diventò professore alla École Polytechnique. Lo stesso anno fu eletto nel nuovo Institut National des Sciences et des Arts. Nel 1812 cominciò a insegnare nel Collège de France, e ottenne la cattedra di matematica nel 1815.
Lacroix scrisse la maggior parte delle sue opere allo scopo di migliorare i propri corsi: produsse molti importanti libri di testo di matematica, e traduzioni in inglese di questi furono usate nelle università britanniche per oltre cinquant'anni. Nel 1812, Babbage fondò The Analytical Society per la traduzione di Differential and Integral Calculus e il libro fu tradotto in inglese nel 1816 da George Peacock.
Gli è stato dedicato il cratere Lacroix sulla Luna.

## Opere
- (FR) Traité élémentaire de trigonométrie rectiligne et sphérique, et d'application de l'algèbre à la géométrie, Louis Courcier (veuve), 1813.
- (FR) Traité élémentaire du calcul des probabilitès, Charles Louis Étienne Bachelier, 1822.
- (FR) Essais sur l'enseignement en general et sur celui des mathematiques en particulier, 3ª ed., Bachelier, 1828.